# Max Simon
Max Simon, född 6 januari 1899 i Breslau, död 1 februari 1961 i Lünen, var en tysk SS-Gruppenführer och generallöjtnant i Waffen-SS. 
År 1934 var han under en kort period kommendant för koncentrationslägret Sachsenburg.
Under andra världskriget var Simon befälhavare för 3. SS-Panzer-Division Totenkopf och senare för 16. SS-Panzergrenadier-Division Reichsführer-SS. Under Simons befäl gjorde sig den senare divisionen skyldig till massakrerna i Sant’Anna di Stazzema (12 augusti 1944) och Marzabotto (29 och 30 september 1944).
Efter kriget dömdes Simon till döden av en brittisk krigsdomstol i Padua, men straffet omvandlades till livstids fängelse. Han frisläpptes dock redan 1954. Simon ställdes ånyo inför rätta för mord på tre civilpersoner i Brettheim i april 1945, men frikändes.